# Surf's Up! At Banzai Pipeline
Surf's Up! At Banzai Pipeline is een compilatiealbum uit 1963 met opnames van diverse artiesten, waaronder The Surfaris, Dave Myers and The Surftones, The Soul Kings, Coast Continentals en Jim Waller & The Deltas. Het is sindsdien een paar keer opnieuw uitgebracht.

## Nummers
| #  | Artiest                      | Nummer                    | Componist                            | Duur |
| -- | ---------------------------- | ------------------------- | ------------------------------------ | ---- |
| A1 | The Soul Kings               | "Delano Soul Beat"        | Al Garcia                            | 2:17 |
| A2 | Dave Myers and The Surftones | "Aqua Limbo"              | Robt J. Hafner                       | 2:13 |
| A3 | The Surfaris                 | "Moment Of Truth"         | Doug Wiseman, Larry Weed             | 2:28 |
| A4 | Neal Nissenson               | "Intoxica"                | Robt J. Hafner                       | 2:07 |
| A5 | The Surfaris                 | "Ghost Riders In The Sky" | Stan Jones                           | 3:19 |
| A6 | The Surfaris                 | "Kalani Wipeout"          | Al Valdez, Larry Weed, Victor Regina | 2:20 |
| B1 | Dave Myers And The Surftones | "Laguna Limbo Luau"       | Bruce Morgan                         | 2:00 |
| B2 | Jim Waller And The Deltas    | "Surfers Stomp"           | Joe Saraceno, M. Daughtry            | 3:04 |
| B3 | Doug Hume                    | "Surfin' Tragedy"         | Robt J. Hafner, Anthony J. Hilder    | 2:18 |
| B4 | The Biscaynes                | "Church Key"              | Dan Darnold, Norman Knowles          | 1:51 |
| B5 | Bob Vaught And The Renegaids | "San Onofre"              | Bob Vaught, Tom Jaques               | 2:00 |
| B6 | Bob Hafner                   | "Surf Creature"           | Robt J. Hafner                       | 2:23 |